# 쿡스타운

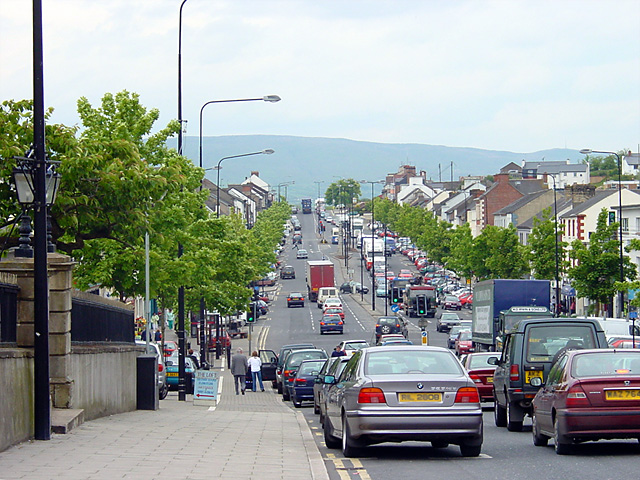
쿡스타운

쿡스타운(영어: Cookstown, 아일랜드어: An Chorr Chríochach)은 북아일랜드 티론주의 도시로 인구는 10,646명(2001년 기준)이다.